# Kuglmühlbach
Der Kuglmühlbach in Oberbayern ist ein Zufluss zum Starnberger See auf dessen Südostseite.
Der Bach entsteht im Schellenbergmoor, fließt als Grenzgraben in weitgehend nordwestlicher Richtung und mündet bei Ambach von Osten in den Starnberger See.
In seinem Lauf speist der Bach die Mühlen Kugelmühle und der Strobelmühle.